# Blad ur Satans bok
Blad ur Satans bok (dansk titel Blade af Satans bog) är en dansk stumfilm från 1921 i regi av Carl Theodor Dreyer. Filmens fotograf var George Schnéevoigt. Som förlaga har man Marie Corellis roman Satans sorger. Filmen klipptes om och försågs med musik av Philip Carli 2004

## Roller
- Helge Nissen - Satan
- Halvard Hoff - Jesus
- Jacob Texiere - Judas
- Hallander Helleman - Don Gomez de Castro
- Ebon Strandin - Isabel, Castros dotter
- Johannes Meyer - Don Fernandez
- Nalle Halldén - Majordomo
- Tenna Kraft - Marie Antoinette
- Viggo Wiehe - Count de Chambord
- Emma Wiehe
- Jeanne Tramcourt - Lady Genevive de Chambord
- Hugo Bruun - Count Manuel
- Elith Pio - Joseph
- Emil Helsengreen -
- Viggo Lindstrøm - Old Pitou
- Erling Hanson – John (ej krediterad)